# Wolf Bachofner
Wolf Bachofner (* 4. Juli 1961 in Wien) ist ein österreichischer Theater- und Filmschauspieler sowie Sänger.

## Beruflicher Werdegang
Bei einem Privatlehrer in Wien erhielt er seine Sprechausbildung und sein Rollenstudium. Anschließend war er am Landestheater Linz, in Wien, Wald4tler Hoftheater, Klagenfurt und am Schauspiel Frankfurt tätig und ab 1997 am Deutschen Schauspielhaus in Hamburg. In Hamburg war er u. a. in Luk Percevals Inszenierung Schlachten! nach den Rosenkriegen von William Shakespeare zu sehen.
Ab 2001 war er als fester Gast am Schauspielhaus Hannover, hier spielte er u. a. in Luk Percevals Inszenierung Der Kirschgarten von Anton Tschechow, in Herbert Achternbuschs Pallas Athene, in Igor Bauersimas Dantons Tod und in Sebastian Nüblings Inszenierung von Was ihr wollt.
Bekanntheit erlangte Bachofner durch seine Rolle als Kriminalinspektor Peter Höllerer in der Erfolgsserie Kommissar Rex, bei der er in 59 Folgen mitspielte.
Seit 2008 spielt er in der Krimiserie Schnell ermittelt an der Seite von Ursula Strauss die Figur des Harald Franitschek, ehemaliger Bezirks- und Chefinspektor bei der Wiener Polizei, inzwischen Privatermittler. In der ZDF-Krimireihe Ostfrieslandkrimis verkörpert er seit 2024 den neuen Kripochef Martin Büscher.
Wolf Bachofner hatte Auftritte bei den Schlossspielen Kobersdorf (z. B. in Was Ihr Wollt, Arsen und Spitzenhäubchen, Der Bockerer) und bei literarischen Liederabenden (100 Jahre Bronner und Kreisler, gemeinsam mit dem Pianisten Béla Korény Kawa Wöaschns – Welthits auf Wienerisch, Dunkelgraue Lieder – Ein Ludwig-Hirsch-Tribute).

## Privates
Wolf Bachofner ist seit 2019 mit der Radiomoderatorin Irene Suchy liiert. Aus einer früheren Beziehung hat er einen Sohn, der in Hannover lebt.

## Filmografie (Auswahl)

### Filme
- 1984: Fliehkraft
- 1990: Erwin und Julia
- 1990: Ferien mit Silvester
- 1990: Die Spitzen der Gesellschaft
- 1991: Hund und Katz
- 1992: Dead Flowers
- 1995: Nachtbus (Night Bus) (Kurzfilm)
- 1995: Die Ameisenstraße (Ant Street)
- 1996: Jugofilm
- 1997: Qualtingers Wien
- 1999: Viehjud Levi (Jew-Boy Levi)
- 1999: Schlachten!
- 2002: Ikarus (Icarus)
- 2009: Mein Kampf
- 2014: Das Leben ist keine Autobahn
- 2016: Hannas schlafende Hunde

### Fernsehen
- 1987: Tatort: Flucht in den Tod (Fernsehreihe)
- 1993: Dieses naive Verlangen
- 1994–1999: Kommissar Rex (Fernsehserie)
- 1997: Tatort: Eulenburg
- 1998: Männer
- 2000: Jedermann
- 2004: Blond: Eva Blond! – Der Zwerg im Schließfach (Fernsehreihe)
- 2005: Ich bin ein Berliner
- 2005: SOKO Wismar: Notwehr
- 2005–2008: Mutig in die neuen Zeiten (Fernsehreihe)
  - 2005: Im Reich der Reblaus
  - 2006: Nur keine Wellen
  - 2008: Alles anders
- 2006: Der Winzerkönig: Blinde Eifersucht
- 2007: Vier Frauen und ein Todesfall: Mundtod
- 2008: Heimat zu verkaufen
- seit 2009: Schnell ermittelt
- 2010: Eichmanns Ende – Liebe, Verrat, Tod
- 2011: Buschpiloten küsst man nicht
- 2014: Die Detektive
- 2014: Clara Immerwahr
- 2014: Landkrimi: Die Frau mit einem Schuh
- 2016: SOKO Kitzbühel: Gottvater
- 2018: Landkrimi: Achterbahn
- 2019: Tatort: Baum fällt (Fernsehreihe)
- 2021: Die Liebe des Hans Albers
- 2021: Kitz (Fernsehserie)
- 2022: Alles finster (Miniserie)
- seit 2024: Ostfrieslandkrimis (Fernsehreihe)
  - 2024: Ostfriesenschwur
  - 2024: Ostfriesennacht
  - 2025: Ostfriesenfluch
  - 2025: Ostfriesenhölle
- 2025: Tatort: Mike & Nisha

## Auszeichnungen
- 1992/93: Förderungspreises der Josef-Kainz-Medaille für die Gestaltung des Obdachlosen Hartmann in dem Stück „Nach Aschenfeld“ von Friedrich Karl Waechter (Theater im Rabenhof)
- 1995: Bayerischer Fernsehpreis, für Kommissar Rex, gemeinsam mit Tobias Moretti und Karl Markovics